# 폴 로런스 던바
폴 로런스 던바(Paul Laurence Dunbar, 1872년 6월 27일 ~ 1906년 2월 9일)는 1890년대와 1900년대 초반에 인기있던 아프리카계 미국인 각본 작가, 시인이자 소설가였다. 도망 노예 가족에게 태어난 그는 매우 이른 세월에 이야기들과 시구를 쓰기 시작하였다. 그는 학교에서 자신의 업무로 인정을 얻었고, 자신의 고등학교 문학 사회의 회장을 지냈다. 던바는 16세의 나이에 데이턴 신문에서 자신의 첫 시를 발간하였다. 그의 작품의 대부분은 흑인 사투리의 영어로 써졌다. 그의 가장 잘 알려진 작품들 중의 하나는 브로드웨이 뮤지컬 《다호메이에서》를 위한 가사이다. 그는 겨우 33세의 짧은 생애를 가졌으나 재래식 영어에 몇몇의 인기있는 소설과 시를 썼다. 뉴욕 타임스는 그를 "백인 혹은 흑인들의 진실한 시인"으로 임명하였다.

## 어린 시절
오하이오주 데이턴에서 남북 전쟁이 일어나기 전에 켄터키주에서 노예들이었던 매틸다와 조슈아 던바에게 태어났다. 그는 모친의 이전 결혼 생활로부터 2명의 의붓형제와 1명의 누이 동생이 있었다. 부친은 노예제를 탈출하여 매사추세츠주 제55 보병 연대에 입대하였다. 그의 누이의 탄생 후에 던바의 부모는 헤어졌으며, 그가 13세때 부친이 사망하였다.
던바의 모친은 그의 학교 교육에서 그를 도왔으며 그녀는 자신의 자녀들을 교육시키는 데 어떻게 쓰고 읽는 것을 배웠다. 그녀는 그들에게 성경을 읽어주고 던바가 아프리카 감리교 감독교회의 목사가 될 것을 희망하였다.
던바는 이성적인 학생이었고, 6세의 나이에 자신의 첫 시를 썼다. 그는 9세때 자신의 첫 공개 독주회를 주었고, 자신의 시간에 데이턴에 있는 센트럴 고등학교에서 수학하는 데 단 1명의 아프리카계 미국인이었다.
그는 쉽게 친구들을 만들었고, 자신의 급우들 중에 인기가 있었다. 그는 학교의 토론 클럽의 회원이었고, 학교 신문의 편집자가 되었다. 그의 업무는 학교의 문학 사회의 회장으로 자신의 선거에 의하여 인정을 받았다.
그는 16세의 나이에 〈더 헤럴드〉 신문에 자신의 시들 〈우리의 순교자 군인들〉과 〈강 위에〉를 발간하였다. 자신이 아직도 자신의 학교 교육을 완료하고 있던 동안 그는 6주간 경영된 데이턴의 첫 아프리카계 미국인 주간 신문 〈더 태틀러〉를 쓰고 편집하였다.
던바는 법학을 전공하고 싶었으나 제한된 재정과 인종 차별의 이유로 자신의 희망을 달성하지 못하였다. 이 일은 전임적인 전문으로서 그의 필적에 집중하도록 그를 자극하였다.

## 경력

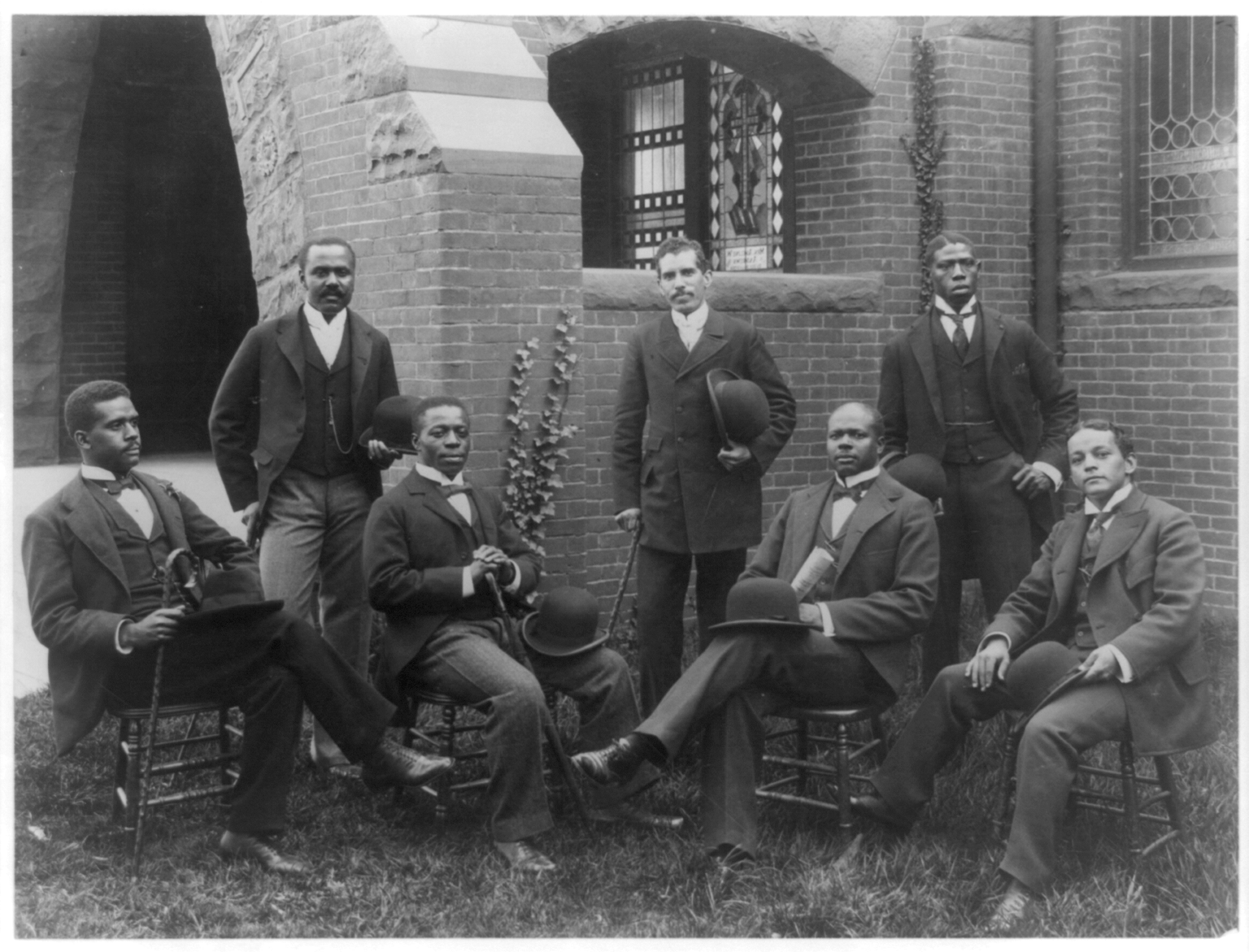
하워드 대학교 급우들과 함께 (뒷줄 오른쪽이 던바)

자신의 모친을 지원하는 목적으로 던바는 1891년 엘리베이터 조작자로 일하기 시작하였다. 이 시기 동안 그는 〈오크와 아이비〉로 불린 책에서 자신의 시의 첫 신작품을 출판하였다. 그는 자신의 엘리베이터에서 고객들에게 사본들을 팔았다.
그의 작품은 제임스 휘트콤 라일리 같은 작가들과 자신에게 재정적 원조를 제공하고 큰 관중들에게 자신의 시집을 읽어주는 데 자신에게 기회들을 주면서 자신의 책을 파는 도움을 준 사람들의 주의를 얻었다. 그의 시구의 두번째 신작품 〈다수들과 소수들〉이 1896년에 출판되었다.
그의 두번째 책은 자신의 인기를 증가시킨 저명한 편집자이자 비평가 윌리엄 딘 하우얼스로부터 긍정적인 평론을 받았다. 그의 세번째 책 〈낮은 삶의 가사〉는 하우얼스에 의하여 소개와 함께 자신의 첫 두 책들의 대조판이었다.
1898년 던바는 〈딕시의 민요〉 타이틀의 책에서 짧은 이야기들의 첫 신작품을 발표하였다. 그의 이야기들은 인종 편견을 강조하였고, 사회의 모든 분야로부터 사람들에 의하여 넓게 구독되었다.
그는 1898년 〈불명〉 타이틀의 책을 발표했을 때 인종 차별 장벽을 건너는 데 첫 흑인 작가가 되었다. 그 책은 어린이로서 버려져 백인 미혼 여성에 의하여 키워진 백인 목사에 관한 것이었다. 책은 비평가들에 의하여 호의를 얻지 않았고, 상업적 실패로 판명되었다.
던바는 처음을 완전한 아프리카계 미국인 뮤지컬 코미디 브로드웨이 제작 《다호메이에서》의 가사를 쓰는 데 작곡가 윌 매리언 쿡과 각본 작가 제시 A. 쉽과 함께 합작하였다. 쇼는 4년 이상 진행한 성공적인 잉글랜드와 미국의 순회를 가졌다.
그의 작품들은 〈하퍼스 위클리〉, 〈새터데이 이브닝 포스트〉와 〈덴버 포스트〉 같은 주요 저널들에 발간되었다. 그는 또한 1897년 잉글랜드로 여행을 떠나 런던 순회 여행에서 자신의 작품의 낭독회를 만들었다. 런던에서 그는 자신의 어떤 시들을 위하여 음악을 쓴 작곡가 새뮤얼 콜리지 테일러를 만나 그것들을 인기있게 만들었다.

## 주요 작품

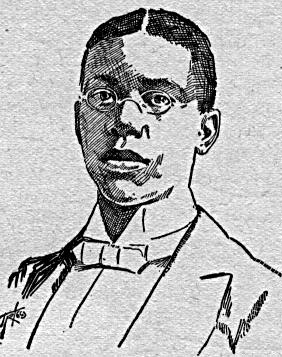
1897년 노먼 B. 우드에 의한 던바의 초상화 스케치

### 시집
- 〈오크와 아이비〉 (1892년)
- 〈다수들과 소수들〉 (1896년)
- 〈낮은 삶의 가사〉 (1896년)
- 〈맬린디가 노래를 부를 때〉 (1896년)
- 〈오래된 농장일의 날들에〉 (1903년)
- 〈햇빛과 그림자의 가사〉 (1905년)

### 이야기와 소설들
- 〈딕시의 민요〉 (1898년)
- 〈불명〉 (1898년)
- 〈기드온의 힘〉 (1900년)
- 〈신들의 운동〉 (1902년)

### 논설
〈미국 니그로들의 대표〉는 〈니그로 문제〉 (1903년) 타이틀의 출판에서 부커 T. 워싱턴에 의한 에세이들의 편집에 출판되었다.

## 수상과 업적
2002년 던바는 몰레피 케테 아산테에 의하여 100명의 거대한 아프리카계 미국인들의 하나로서 명단에 들었다.

## 개인 생활과 유산

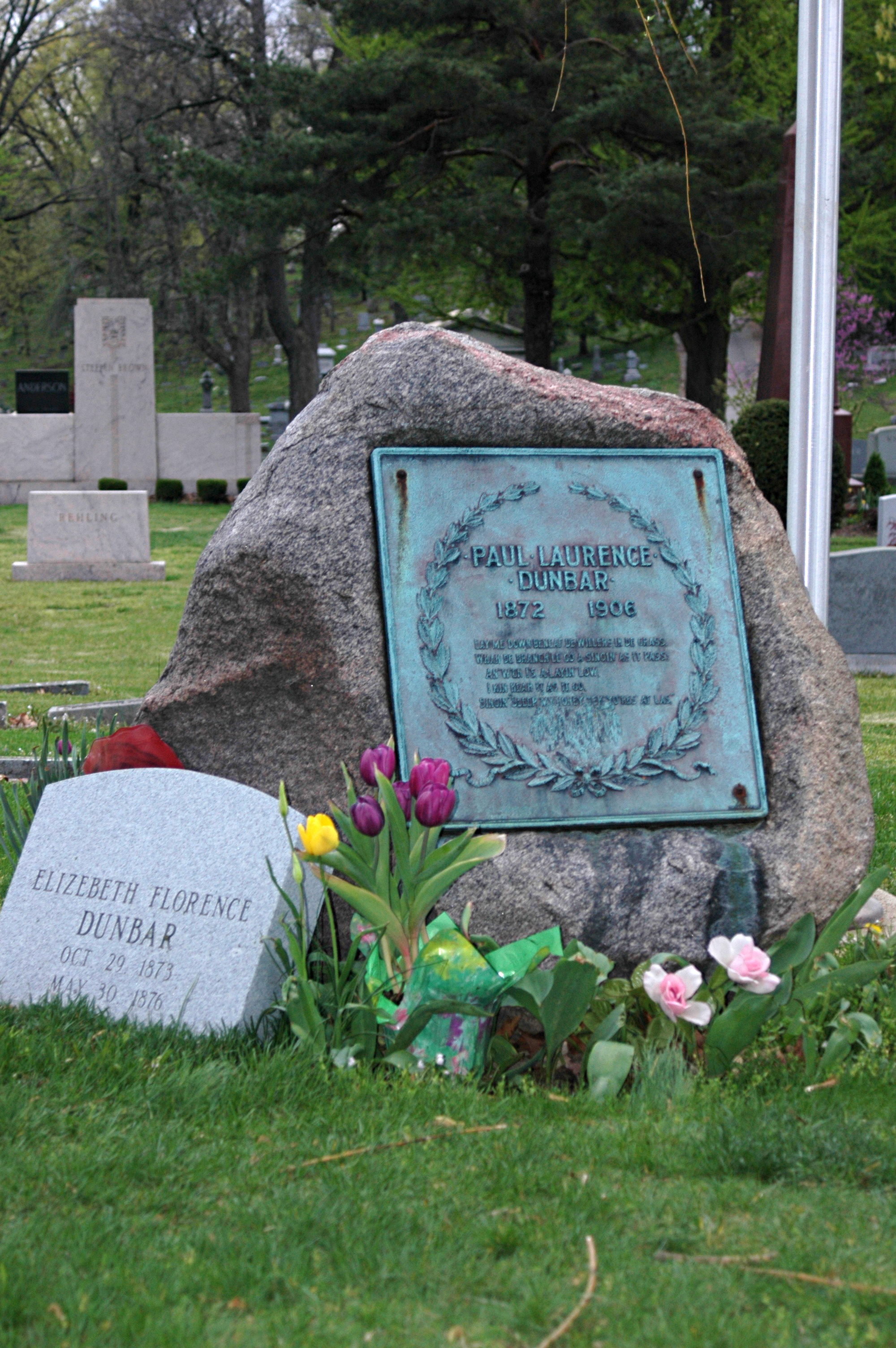
데이턴 우드랜드 묘지에 있는 던바의 묘비

던바는 무모한 소비자였고, 1890년대 중반에 자신이 빚에 놓였던 이유로 자신의 작품을 위하여 가끔 지급되지 않았다. 그는 자신의 요구들을 만나고 모친을 지원하는 데 분투해야 하였다.
잉글랜드로부터 귀국 후 1898년 3월 그는 앨리스 루스 무어와 결혼하였다. 그녀는 스트레이트 대학교를 졸업한 교사이자 시인이었다. 부부는 공동으로 자신들의 삶을 반연한 책들을 썼다. 그의 부인의 단편 소설 신작품 〈제비꽃〉이 그녀를 작가로서 설립하였다.
던바는 도서관에서 직업을 택하러 워싱턴 D. C.로 이주하였다. 하지만 그의 부인이 이 직업을 포기하고 책을 쓰는 데 집중하도록 그를 납득시켰다. 워싱턴 D. C.에 있는 동안 던바는 또한 하워드 대학교에서 수학하였다.
1900년 그는 그 세월에 치명적인 결말을 숙고한 결핵과 진단되었다. 그는 콜로라도주의 더욱 추운 기후로 이주하여 병으로부터 구제하는 데 위스키를 마시도록 조언을 받았다. 우울증은 그에게 더욱 나가서 그의 건강을 망친 알콜 의존으로 몰아냈다.
그의 부인은 그로부터 헤어졌으나 이혼하지 않았다. 던바는 자신의 삶의 최종 세월 동안 모친과 살러 데이턴으로 돌아왔다. 1906년 2월 9일 33세의 젊은 나이에 결핵으로 사망하였다. 그는 데이턴의 우드랜드 묘지에 안치되었다.
그의 작품은 아프리카계 미국인 오케스트라들에 의한 음악 상연들을 인증하는 데 그의 사투리 시들로부터 발췌록들을 이용한 작가와 작곡가들에게 지속적으로 영감을 주었다.

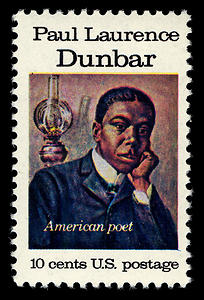
던바가 나온 1975년 미국의 우표

## 트리비아
- 던바는 프레더릭 더글러스와 제임스 D. 코로더스 같은 흑인 지도자와 작가들과 함께 가까운 교제를 가졌다.

- 그는 아프리카계 미국인들을 향상시키기 위한 민권 운동에서 활동적으로 연루되었고, 주제에 몇몇의 집회들에 참석하였다.

- 그의 저택은 폴 로런스 던바 하우스로서 보존되어 왔으며 데이턴 항공 유산 국립공원에 포함되어 왔다.

- 메릴랜드주 볼티모어에 있는 폴 로런스 던바 고등학교와 미시간주 디트로이트에 있는 던바 병원을 포함하여 몇몇의 학교와 기관들이 던바의 이름을 땄다.